# Denethor II.
Denethor II. je postava vládnoucího správce Gondoru ve Středozemi, fiktivním světě J. R. R. Tolkiena. Vystupuje v knize Pán prstenů: Návrat krále. Je to 26. a poslední vládnoucí správce.

## Denethorův život
Denethor je v Návratu krále a dodatcích popsán jako muž velké vůle, předvídavosti a síly. Přesto byl až druhý v srdcích mužů a svého otce Ectheliona II. kvůli Thorongilovi, který dosáhl ve službě otci velké slávy. Thorongil, neboli Aragorn, jenž chtěl zůstat v utajení, však odešel z Minas Tirith po velkém činu čtyři roky předtím, než se Denethor stal správcem. Thorongil radil Ecthelionovi věřit spíše Gandalfovi než Sarumanovi, ale Denethor Gandalfovi nevěřil, neboť si myslel, že ho chce nahradit Aragornem.
Oženil se s Finduilas, dcerou knížete Adrahila z Dol Amrothu. Porodila mu dvě děti, Boromira a Faramira. Dvanáct let po svatbě ale Findulais zemřela a Denethor se stal ještě více zamlklým a ponurým.
Za své vlády začal tajně používat palantír, aby vyzkoumal Sauronovu sílu. Dlouho byl uložený v citadele Minas Tirith a nikdo ho nepoužil od doby, co byla dobyta Minas Ithil. Úsilí, jež musel vyvinout na ovládání palantíru, a vize Sauronovy obrovské moci však uspíšily jeho stáří. Nedal se ale jako Saruman zkazit Sauronovými lžemi. Přesto Sauronovi posloužilo ukázat mu své síly. Smrt Boromira, kterého velmi miloval, ho deprimovala ještě více. Pokračoval však dále ve válce proti Sauronovi všemi prostředky, které měl.
Před bitvou na Pelennorských polích nechal zapálit gondorské majáky, svolat jednotky ze všech gondorských provincií a odeslat většinu civilního obyvatelstva Minas Tirith do bezpečí. Když byl útok velmi blízko, poslal po jízdních poslech rudý šíp královi Rohanu, Théodenovi. Rada rozhodla, že Gondor sám nemůže podniknout žádný útok, ale Denethor poslal vojáky do Osgiliathu a k vnějšímu opevnění Rammas Echor, které bylo pracně postaveno a ještě nebylo dobyto. Jeho syn a ostatní kapitánové měli proti tomu námitky, protože nepřítel měl obrovskou početní převahu, a radili spíše bránit samotné město. Přesto se Faramir otci podřídil a po prolomení vnější obrany města se vrátil zraněn jižanským šípem, zatímco město bylo obléháno nepřátelskými vojáky.
Tato poslední ztráta zlomila Denethorovi ducha. Přikázal svým mužům, aby pro něho a Faramira přinesli olej a dřevo na podpal. Pak zapálil oheň, zlomil bílou správcovskou hůl, odznak své moci a ulehnul do ohně s palantírem v rukou. Chtěl, aby hořel také jeho vážně zraněný a umírající syn, ale tomu bylo zabráněno včasným zásahem Pipina s pomocí Beregonda ze stráže a Gandalfa. Správcovství tak přešlo na Faramira, který byl uložen do Domů uzdravování.

## Adaptace ve filmu
Ve filmu Pán prstenů: Návrat krále ho hrál John Noble. Jeho úloha je tam jiná než v knize. Kvůli náporu mordorské moci vypadá duševně chorý. Odmítne zapálit majáky, které by přivolaly pomoc od Rohanu (na Gandalfův pokyn je zapálí Pipin). Otevřeně přizná, že více miluje svého mrtvého syna Boromira, a zbývajícího syna Faramira pošle se všemi jezdci na sebevražedný útok na nepřáteli obsazený Osgiliath. Když vidí armády Mordoru obléhat Minas Tirith, zavolá k mužům, aby prchali, ale Gandalf ho přerazí holí a převezme velení nad obranou města.
Později, když v záchvatu šílenství pokouší upálit sebe a svého syna Faramira, ulehne do ohně a potom vyběhne ze síně a ověnčen plameny skočí z ostrohu nad Minas Tirith. Faramir je stejně jako v knize zachráněn Gandalfem a Pipinem. V rozšířené verzi filmu najde Aragorn palantír vedle koruny, což naznačuje, že Denethor ztratil naději poté, co viděl Sauronovu moc.
Postava Denethora hraje ve filmu jinou úlohu než v knize, kde dělá vše pro záchranu Gondoru a zešílí až po těžkém zranění Faramira.